# 王育斌
王育斌（1917年—1984年3月15日），男，黑龙江省宾县人，中国政治人物，曾任第六届全国政协委员。

## 生平
1936年进入美国依阿华州私立克义大学（Coe College）生物系学习。1940年后，在美国依阿华轧石机器制造公司任工程师。1948年回国，在北京市第二十三中学任教。1980年后，任化工部化工管理干部学院副教授。1984年3月15日在北京逝世。3月23日，追悼会在八宝山革命公墓举行，化工部副部长林殷才在追悼会上致悼词。根据王育斌生前愿望，化工部机关党委追认他为中国共产党党员。